# Mestra apicalis
Mestra apicalis är en fjärilsart som beskrevs av Otto Staudinger 1886. Mestra apicalis ingår i släktet Mestra och familjen praktfjärilar. Inga underarter finns listade i Catalogue of Life.